# 哈希姆·本·阿布德·馬納夫
哈希姆·本·阿布德·馬納夫（‎，Hāshim ibn ʿAbd Manāf）是伊斯蘭教先知穆罕默德的曾祖父，以及巴努哈希姆氏族的祖先。他繼承父親阿布德·馬納夫·本·庫塞伊，成為古萊什部落的第三代酋長。
傳說哈希姆與兄長阿布德·沙姆斯·本·阿布德·馬納夫是連體雙胞胎，他們的父親庫塞伊用劍把兩人的身體分開，流出的鮮血象徵著阿布德·沙姆斯的後裔奧瑪亞王朝與哈希姆的後裔阿拔斯王朝之間的紛爭與戰亂。在他的帶領下古萊什部落成為麥加最顯赫的氏族。二十世紀初期統治阿拉伯數個國家的哈希姆王朝，以他的後裔自稱。
1. ↑  Ibn Kathir; Le Gassick, Trevor; Fareed, Muneer. . : 132.